# Onthophagus arayai
Onthophagus arayai là một loài bọ cánh cứng trong họ Bọ hung (Scarabaeidae).